# Boys like You
Boys like You è un singolo del cantante Who Is Fancy con le cantanti Ariana Grande e Meghan Trainor, pubblicato il 23 novembre 2015.

## Descrizione
È stato pubblicato dalla etichetta Republic Records. La canzone parla della natura sexy e sessuale dei cantanti rivolti ai maschi, in tutti i modi cercheranno di conquistare il ragazzo dei loro sogni, ma sarà tutto inutile.

## Promozione
Ariana Grande si è esibita con il brano sul palco del The Honeymoon Tour, inoltre il trio si è esibito il 24 Novembre 2015 al programma televisivo Dancing With the Stars.

## Video musicale
Il video venne pubblicato sul canale Vevo del cantante lo stesso giorno, fu un Animated Music Video. La copertina è sempre Animated ed è stata pubblicata sul profilo Twitter di Ariana Grande il 10 novembre 2015. Attualmente il video è arrivato a 8 milioni di visualizzazioni, il più grande successo del cantante superando il suo primo singolo Goodbye.

## Tracce
1. Boys like You (feat. Ariana Grande e Meghan Trainor) – 3:14 (Jake Hagood, Jonathan Rotem, Jason Gantt, Bob DiPiero)

## Classifiche
| Classifica (2015-16) | Posizione massima |
| -------------------- | ----------------- |
| Nuova Zelanda        | 26                |
| Paesi Bassi          | 89                |
| Polonia              | 47                |
| Repubblica Ceca      | 82                |
| Stati Uniti          | 118               |